# Ледник Акселя Хейберга
Ледник Акселя Хейберга — это 48-километровый ледник, сходящий с полярного плато на Шельфовый ледник Росса.
Был обнаружен во время экспедиции на Южный полюс, в ноябре 1911 года, Руалем Амундсеном. Амундсен использовал ледник как путь на плато и дальнейшее продолжение экспедиции. Ледник был назван в честь Акселя Хейберга — норвежского бизнесмена, мецената, спонсировавшего эту экспедицию.